# Primera División 1958-1959 (Messico)
Il campionato di calcio di Primera División messicana 1958-1959 è stato il sedicesimo campionato a livello professionistico del Messico. Cominciò il 13 luglio 1958 e si concluse l'11 gennaio del 1959. Vide la vittoria finale del Guadalajara.

## Squadre partecipanti
| Club              | Città                | Stadio                    | Stagione 1957-1958                         |
| ----------------- | -------------------- | ------------------------- | ------------------------------------------ |
| América           | Città del Messico    | Estadio Universitario     | 9º posto in Primera División               |
| Atlante           | Città del Messico    | Estadio Universitario     | 6º posto in Primera División               |
| Atlas             | Guadalajara          | Parque Oro                | 4º posto in Primera División               |
| Celaya            | Celaya               | Estadio Emilio Butragueño | 1º posto in Segunda División (Neopromossa) |
| Cuautla           | Cuautla              | Estadio Isidro Gil Tapia  | 13º posto in Primera División              |
| Guadalajara       | Guadalajara          | Parque Oro                | 3º posto in Primera División               |
| Irapuato          | Irapuato             | Estadio Irapuato          | 8º posto in Primera División               |
| León              | León                 | Estadio La Martinica      | 5º posto in Primera División               |
| Deportivo Morelia | Morelia              | Estadio Morelos           | 11º posto in Primera División              |
| Necaxa            | Città del Messico    | Estadio Universitario     | 11º posto in Primera División              |
| Oro               | Guadalajara          | Parque Oro                | 9º posto in Primera División               |
| Toluca            | Toluca               | Campo Patria              | 2º posto in Primera División               |
| CD Zacatepec      | Zacatepec de Hidalgo | Estadio Zacatepec         | (Campione)                                 |
| Zamora            | Zamora de Hidalgo    | Parque Juan Carreño       | 7º posto in Primera División               |

## Classifica finale
|  | Pos. | Squadra          | Pt | G  | V  | N  | P  | GF | GS | DR  |
|  | ---- | ---------------- | -- | -- | -- | -- | -- | -- | -- | --- |
|  | 1.   | Guadalajara      | 38 | 26 | 16 | 6  | 4  | 52 | 26 | +26 |
|  | 2.   | León             | 36 | 26 | 16 | 4  | 6  | 56 | 31 | +25 |
|  | 3.   | CD Zacatepec     | 32 | 26 | 13 | 6  | 7  | 46 | 41 | +5  |
|  | 4.   | América          | 31 | 26 | 11 | 9  | 6  | 52 | 38 | +14 |
|  | 5.   | Atlas            | 30 | 26 | 12 | 6  | 8  | 52 | 42 | +10 |
|  | 6.   | Toluca           | 28 | 26 | 10 | 8  | 8  | 41 | 37 | +4  |
|  | 7.   | Irapuato         | 27 | 26 | 10 | 7  | 9  | 32 | 32 | 0   |
|  | 8.   | Oro              | 24 | 26 | 10 | 4  | 12 | 48 | 57 | -9  |
|  | 9.   | Zamora           | 21 | 26 | 6  | 9  | 11 | 44 | 53 | -9  |
|  | 10.  | Atlético Morelia | 21 | 26 | 7  | 7  | 12 | 36 | 44 | -8  |
|  | 11.  | Necaxa           | 20 | 26 | 4  | 12 | 10 | 41 | 49 | -8  |
|  | 12.  | Atlante          | 19 | 26 | 5  | 9  | 12 | 31 | 43 | -12 |
|  | 13.  | Celaya           | 19 | 26 | 4  | 11 | 11 | 30 | 46 | -16 |
|  | 14.  | Cuautla          | 18 | 26 | 4  | 10 | 12 | 23 | 45 | -22 |

Legenda:
      Campione del Messico
      Retrocesso in Segunda División
Note:
Due punti a vittoria, uno a pareggio, zero a sconfitta.

## Risultati

### Tabellone
|             | AME | ATN | ATS | CEL | CUA | GUA | IRA | LEO | MOR | NEC | ORO | TOL | ZAC | ZAM |
| América     |     | 3-1 | 1-1 | 4-1 | 3-0 | 0-2 | 3-1 | 2-0 | 3-0 | 4-2 | 1-3 | 1-1 | 2-2 | 2-2 |
| Atlante     | 1-1 |     | 0-1 | 1-0 | 1-1 | 1-2 | 0-1 | 2-3 | 1-1 | 1-1 | 2-2 | 5-2 | 0-0 | 2-1 |
| Atlas       | 0-0 | 3-4 |     | 1-1 | 1-3 | 2-2 | 4-0 | 1-4 | 2-0 | 3-3 | 4-2 | 3-0 | 4-5 | 2-0 |
| Celaya      | 0-3 | 0-0 | 3-3 |     | 4-1 | 1-3 | 2-1 | 0-0 | 1-1 | 1-1 | 1-2 | 1-3 | 0-1 | 3-2 |
| Cuautla     | 2-1 | 2-1 | 1-2 | 0-0 |     | 0-0 | 2-0 | 1-1 | 0-0 | 1-1 | 1-2 | 0-1 | 1-2 | 0-2 |
| Guadalajara | 3-2 | 4-0 | 3-2 | 2-2 | 4-0 |     | 2-0 | 2-0 | 3-0 | 1-0 | 1-1 | 2-0 | 4-1 | 2-4 |
| Irapuato    | 4-0 | 1-0 | 0-1 | 0-0 | 1-1 | 0-2 |     | 3-0 | 4-2 | 2-1 | 1-0 | 2-2 | 3-0 | 1-1 |
| León        | 1-1 | 2-0 | 1-0 | 4-0 | 5-1 | 4-0 | 1-0 |     | 3-1 | 4-2 | 6-1 | 0-3 | 3-1 | 4-1 |
| Morelia     | 1-1 | 2-1 | 1-3 | 3-1 | 2-0 | 2-1 | 1-2 | 1-2 |     | 3-5 | 3-1 | 1-1 | 0-2 | 4-0 |
| Necaxa      | 4-3 | 0-2 | 1-2 | 5-2 | 0-0 | 0-1 | 1-1 | 0-0 | 1-1 |     | 2-2 | 2-2 | 0-1 | 1-1 |
| Oro         | 1-3 | 4-2 | 2-5 | 1-3 | 3-2 | 1-0 | 1-1 | 3-1 | 2-1 | 2-3 |     | 2-1 | 3-0 | 4-5 |
| Toluca      | 3-5 | 1-1 | 1-0 | 1-0 | 5-0 | 1-1 | 1-1 | 0-2 | 1-3 | 1-1 | 2-0 |     | 0-1 | 5-2 |
| Zacatepec   | 1-1 | 3-0 | 1-2 | 2-2 | 2-2 | 1-4 | 4-1 | 2-1 | 1-0 | 4-2 | 3-2 | 1-2 |     | 3-0 |
| Zamora      | 1-2 | 2-2 | 3-0 | 1-1 | 1-1 | 1-1 | 0-1 | 3-4 | 2-2 | 4-2 | 3-1 | 0-1 | 2-2 |     |

## Verdetti finali
- Il Club Deportivo Guadalajara è campione del Messico.
- Il Club Deportivo Cuautla retrocede in Segunda División.